# Rangoni
I Rangoni furono una consorteria nobiliare di parte guelfa, originaria di Modena. Nel corso del XII-XIII secolo fornirono diversi podestà alle città guelfe dell'Italia settentrionale. A partire dal XIV secolo gli esponenti del casato iniziarono a militare come capitani di ventura divenendo poi condottieri operanti a livello europeo nel XV e XVI secolo.
Con lo stabilizzarsi della situazione politica peninsulare durante il predominio spagnolo in Italia, i Rangoni si inquadrarono nei ranghi della nobiltà di vecchio lignaggio, divenendo marchesi di Montaldo, Roccabianca, Jottangolo e Stagno, Bargone (Salsomaggiore), nobili di Parma nel Ducato di Parma, baroni di Pernes nel Contado Venassino, conti di San Cassano e Cordignano nel Friuli, marchesi, conti di Castelcrescente (Stuffione), Borgofranco (Ravarino), conti della Punta di Bomporto, signori di Spilamberto con Corticella, San Vito, Collecchio, Cà da Sale, Torre di Gaiada, di Gorzano, Castelnuovo Rangone con Cavidola, Campiglio con Denzano, Villabianca e Rosola, di Levizzano colla Villa della Serra, di Castelvetro di Modena con Solignano e Rimaldello, Marzaglia e Cave Rangoni signori del passo di Bomporto, patrizi di Modena, patrizi di Reggio nel Ducato di Modena, nobili di Mantova e nobili di Bologna. La Famiglia era suddivisa in più rami. Del ramo secondogenito fece parte Giovanni Battista Rangoni, erede di Francesco Machiavelli, cugino per linea femminile (contessa Thiene), che nel 1726 assunse il doppio cognome Rangoni Machiavelli.
(Marozzo, Achille, (1536), Opera Nova Chiamata Duello..., Modena, proemio.)
L'attuale capo della casata è il conte Gherardo Rangone, discendente dal ramo primogenito dei marchesi Rangoni divenuto poi Rangoni Terzi e Rangone. Del ramo secondogenito Rangoni Machiavelli è attuale capo Claudio Rangoni Machiavelli.
Il casato ha sede a Reggio Emilia e Modena.

## Storia

### Le origini basso-medievali
Capostipite della casata Rangoni, secondo lo storico Crollalanza sarebbe stato tale Gherardo, un milites al servizio di Matilde di Canossa nel 1092, il cui figlio Guglielmo (?-1188 ca.) si mise al servizio (ca. 1130-1145) del vescovo di Modena (Dodone o Ribaldo?), divenendo uno dei suoi capitanei ed ottenendo così alcuni feudi tra i quali la rocca di Chignano.
Si sarebbe trattato di una consorteria di milites originari della Germania, operativi, nel corso del XII secolo tra il Piacentino ed il Modenese.
Gherardo Rangoni, bisnipote del fondatore, inizialmente di parte ghibellina, fu podestà di Modena favorevole a Federico Barbarossa nel 1156 ("I discesa in Italia" del Barbarossa) ed ancora nel 1167 ("IV discesa in Italia" del Barbarossa) ma quando la città risolse di abbracciare la causa guelfa, Rangoni non si fece scrupolo di voltare le spalle all'imperatore. Nel corso del XIII secolo, la dinastia si mantenne fedele al solco tracciato dal podestà Gherardo, fornendo diversi podestà alle città guelfe. Al tempo dell'imperatore Federico II i fratelli Gherardo (...-1240) e Jacopino Rangoni furono podestà e capitani guelfi impegnati contro i fedeli dell'Hohenstaufen: Gherardo morì combattendo il vicario imperiale Ezzelino III da Romano e Jacopino guidò le truppe guelfe fiorentine nella Battaglia di Montaperti (1260) contro i senesi capitanati da Farinata degli Uberti perdendo la vita durante lo scontro. Un altro Gherardo Rangoni fu podestà di Milano nel 1251 e successivamente abbandonò la vita mondana per vestire il saio dei Francescani. 14 gennaio 1209, Una lunga questione sorta fra la chiesa di Parma da una parte ed alcuni nobili modenesi dall'altra circa i diritti su Marzaglia, affidata dal papa ad alcuni giudici delegati, si risolve in favore della chiesa di Parma. Si rimette in favore della chiesa di Parma il possesso "de toto eo, quod in dicta Curte habent Guillelmus Rangonus, et Guidottus de Adelardo, et de ipso castro salvo honore Civitatis Mutine quoad possessionem ipsius Castri".
1215, Jacopino, figlio di Guglielmo Rangone, sposa Bartolomea, figlia di Salinguerra. La madre dello sposo obbliga, a garanzia della dote di lei, "omne totum quod habet et tenet et ei pertinet in Marzallis et eius Curte, et pertinentiis,in castro et extra castrum". Nelle vicinanze di Marzaglia, la famiglia Rangoni possedeva terreni agricoli e cave di ghiaia per escavazione di materiale litoide per costruzioni e strade e controllavano le acque del fiume Secchia per irrigare la zona di Marzaglia e Cittanova e Ramo.
Nel corso del XIV secolo i Rangoni figurano ormai come ben inseriti nel quadro della nobiltà emiliano-lombarda.

Alda Rangoni (...-1325) fu moglie del marchese Aldobrandino II d'Este, che affidò a Lanfranco Rangoni la rocca di Casalcicogna (attuale Castellarano) nel 1323 e ad Aldobrandino Rangoni quella di Spilamberto. Jacopino Rangoni (…-1413), segnalato come podestà di Padova nel 1373, nel 1391 otteneva dalla reggenza del decenne Niccolò III d'Este il feudo di Castelnuovo Rangone. Jacopino, ormai più capitano di ventura che podestà in senso stretto, difese i territori degli Estensi contro il pericoloso capitano visconteo Ottobuono de' Terzi e sposò una figlia del conte Guido V da Correggio.

### Capitani di ventura e condottieri

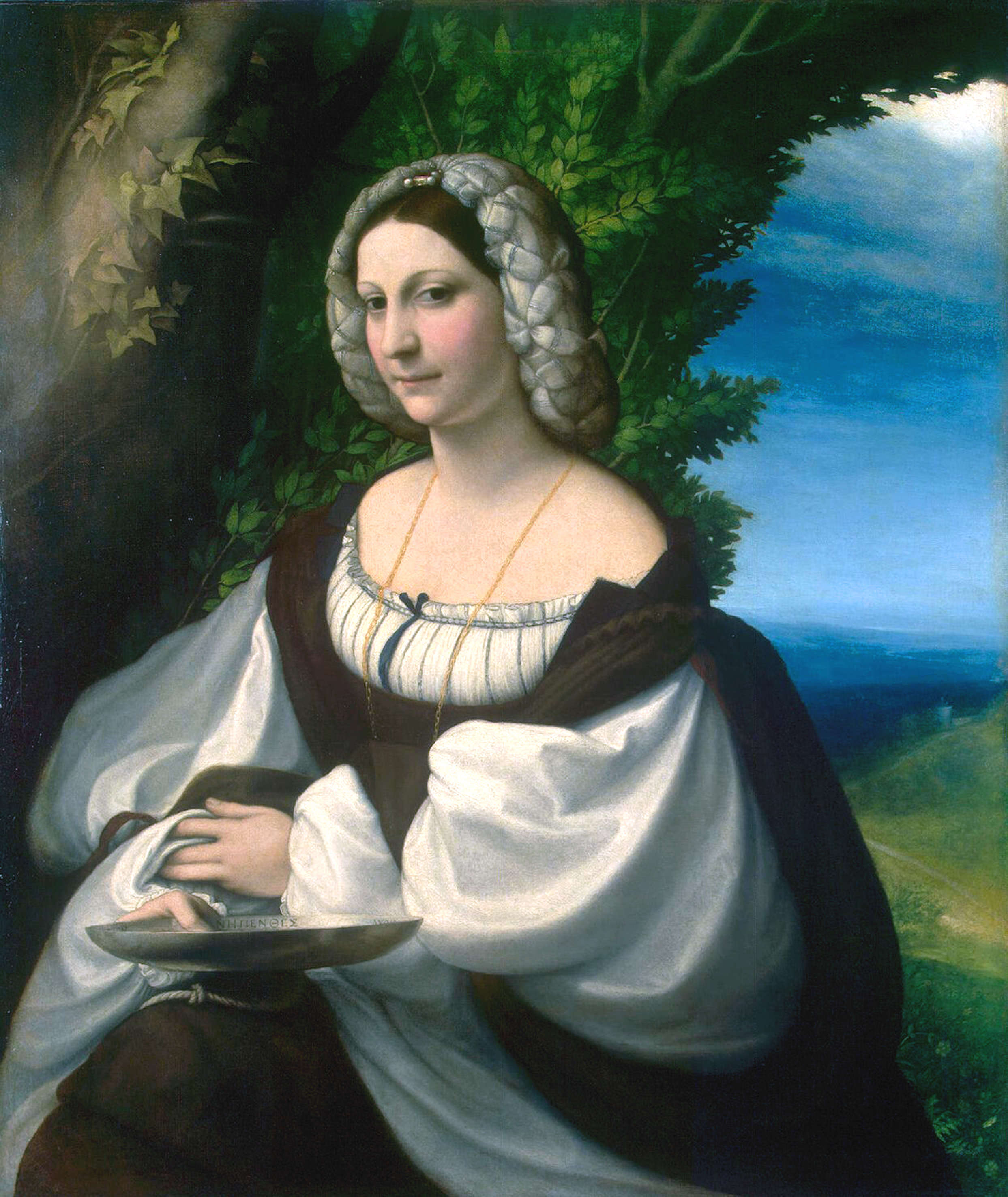
Correggio, presunto ritratto di Ginevra Rangoni, consorte di Aloisio Gonzaga, 1517–1518.

- Gerardo Rangoni (?-1370), signore di Castelvetro, che sposa nel 1348 Mabilia Porcia, contessa di Porcia e Brugnera [8]

Durante il XV secolo, molti membri maschi della dinastia si legarono al mondo dei condottieri e capitani di ventura:
- Vittore Rangoni[9] (...-1450), fu ancora più podestà che capitano di ventura: ad esempio, fu podestà a Forlì nel 1431
- Gherardo Rangoni[10] (…-1447), figlio di Jacopino, fu capitano di ventura a tutti gli effetti, vassallo degli Estensi, ed allacciò contatti con la potente famiglia dei Bentivoglio, signori di Bologna, nella persona di Annibale I Bentivoglio. Alla morte di Gherardo, la famiglia controllava ormai saldamente anche il borgo di Spilamberto.
- Aldobrandino Rangoni (...-post 1441), l'altro figlio di Jacopino, sposò una figlia naturale del marchese Niccolò III, Orsina d'Este.
- Guido I Rangoni[11] (…-1467), figlio di Gherardo, iniziò a prestare i suoi servigi di condottiero alla Repubblica di Venezia su segnalazione del Gattamelata. Servì la Serenissima contro Francesco Sforza, sia quando questi combatteva per conto dei Visconti sia quando si rivoltò contro la Repubblica Ambrosiana e prese per sé il ducato. Alla sigla della Pace di Lodi (1454), Guido I Rangoni ottenne conferma del suo dominio feudale su terre del modenese e nel Friuli.

I possedimenti della dinastia, ormai numerosi ma divisi tra varie consorterie famigliari, furono oggetto di una vera e propria guerra civile nel 1468 cui dovette porre rimedio il marchese Borso d'Este.

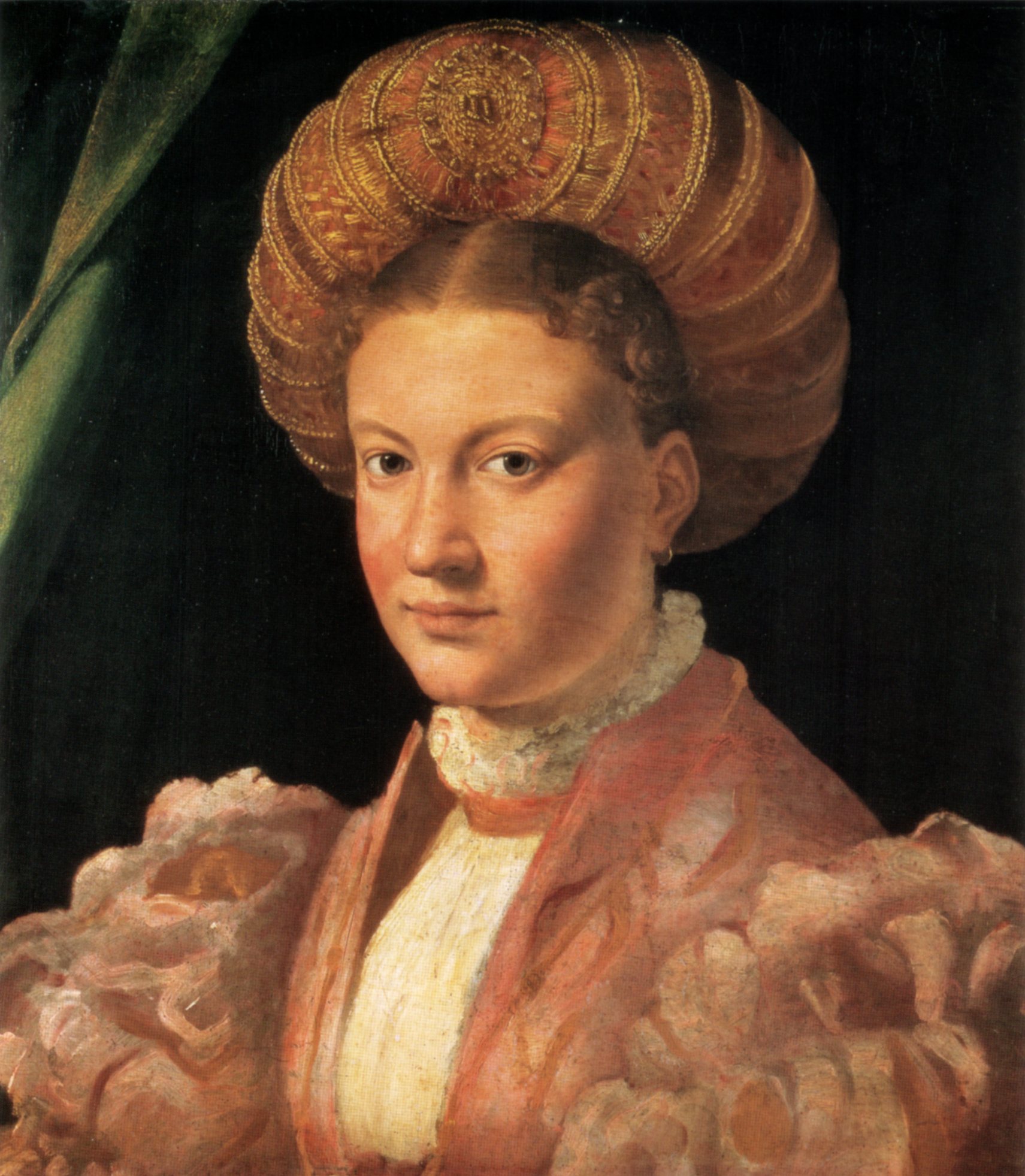
Ritratto di Costanza Rangoni, contessa Gozzadini, Parmigianino, 1530 circa.

Nel corso della seconda metà del Quattrocento, si evince ormai una netta demarcazione tra i Rangoni "nobili" e i Rangoni "capitani", solitamente figli cadetti costretti al mestiere delle armi per guadagnare nuove terre e nuovi titoli. 
- Niccolò Maria Rangoni[12] (1455-1500), figlio di Guido I, aveva rotto bruscamente con gli zii Ugo e Venceslao, fratelli del condottiero Guido I, ed era stato costretto giovanissimo ad intraprendere la carriera di soldato. Allacciò solidi contatti con i Bentivoglio (sposò Bianca Bentivoglio, figlia di Giovanni II Bentivoglio) e combatté per loro conto la Guerra di Ferrara (1482-1484).
- Gherardo Rangoni[13] (...-1523), figlio di Ugo, condottiero, sposò Violante Contrari e fu padre di Ugo, vescovo di Reggio Emilia dal 1510 al 1540.
- Guido II Rangoni[14] (1485-1539), figlio di Niccolò Maria, nel complicato scacchiere delle Guerre d'Italia, supera il tradizionale ruolo del condottiero e diventa imprenditore della guerra in senso moderno. Figlio di una Bentivoglio, perde il favore di Alfonso d'Este appoggiando la tentata riconquista di Bologna da parte di Annibale II Bentivoglio (1507). Scomunicato da Papa Giulio II (1508), combatte per Venezia nella Guerra della Lega di Cambrai e passa poi al servizio di Papa Leone X (1514).
- Ludovico Rangoni[15] (...-1552), servì come capitano il fratello Guido II, segnalandosi comunque anche per imprese personali.
- Francesco Rangoni[16] (...-1528), servì come capitano il fratello Guido II, segnalandosi comunque anche per imprese personali.
- Annibale Rangoni[17] (...-1523), servì come capitano il fratello Guido II, segnalandosi comunque anche per imprese personali.
- Ercole Rangoni, (...-1572), capitano al servizio degli Estensi.

### Ecclesiastici
- Gabriele Rangoni (1410 – 1486), cardinale
- Ugo Rangoni (1485–1540), vescovo di Reggio Emilia
- Ercole Rangoni (1491-1527), cardinale
- Claudio Rangoni (1559–1621), vescovo di Reggio Emilia
- Claudio Rangoni (1562-1619), vescovo di Piacenza
- Alessandro Rangoni (1578–1640), vescovo di Modena

### Altri personaggi
- Caterina Rangoni (...-1467), una sorella di Guido, sposò il signore di Forlì, Antonio Ordelaffi, ed alla morte di lui condivise il potere sulla città con il fratello Ugo.
- Ginevra Rangoni (1487-1540), sposò Aloisio Gonzaga, marchese di Castel Goffredo, venne ritratta dal Correggio.
- Costanza Rangoni (1495-1567), andata in sposa al condottiero legato alla consorteria Cesare Fregoso, venne ritratta dal Parmigianino.

## Castelli, palazzi e ville

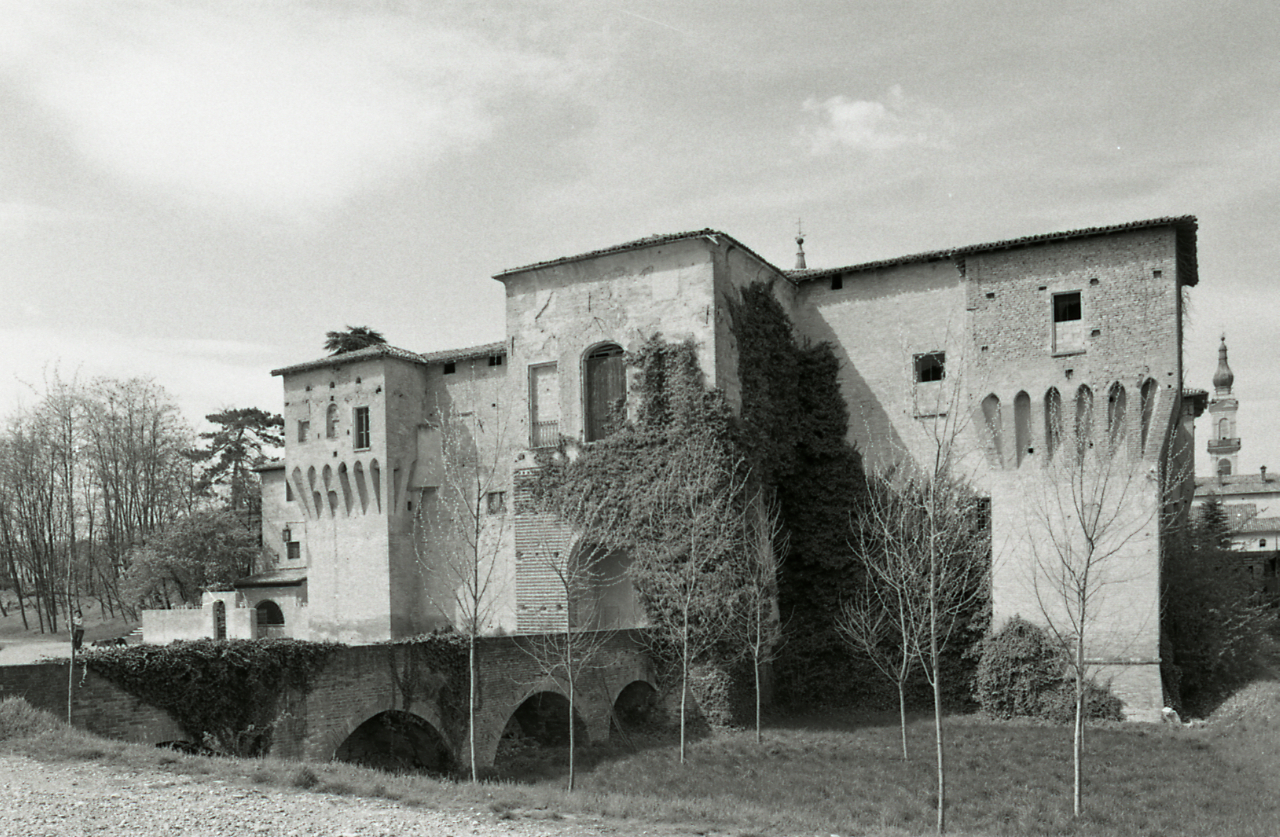
Spilamberto, rocca Rangoni.

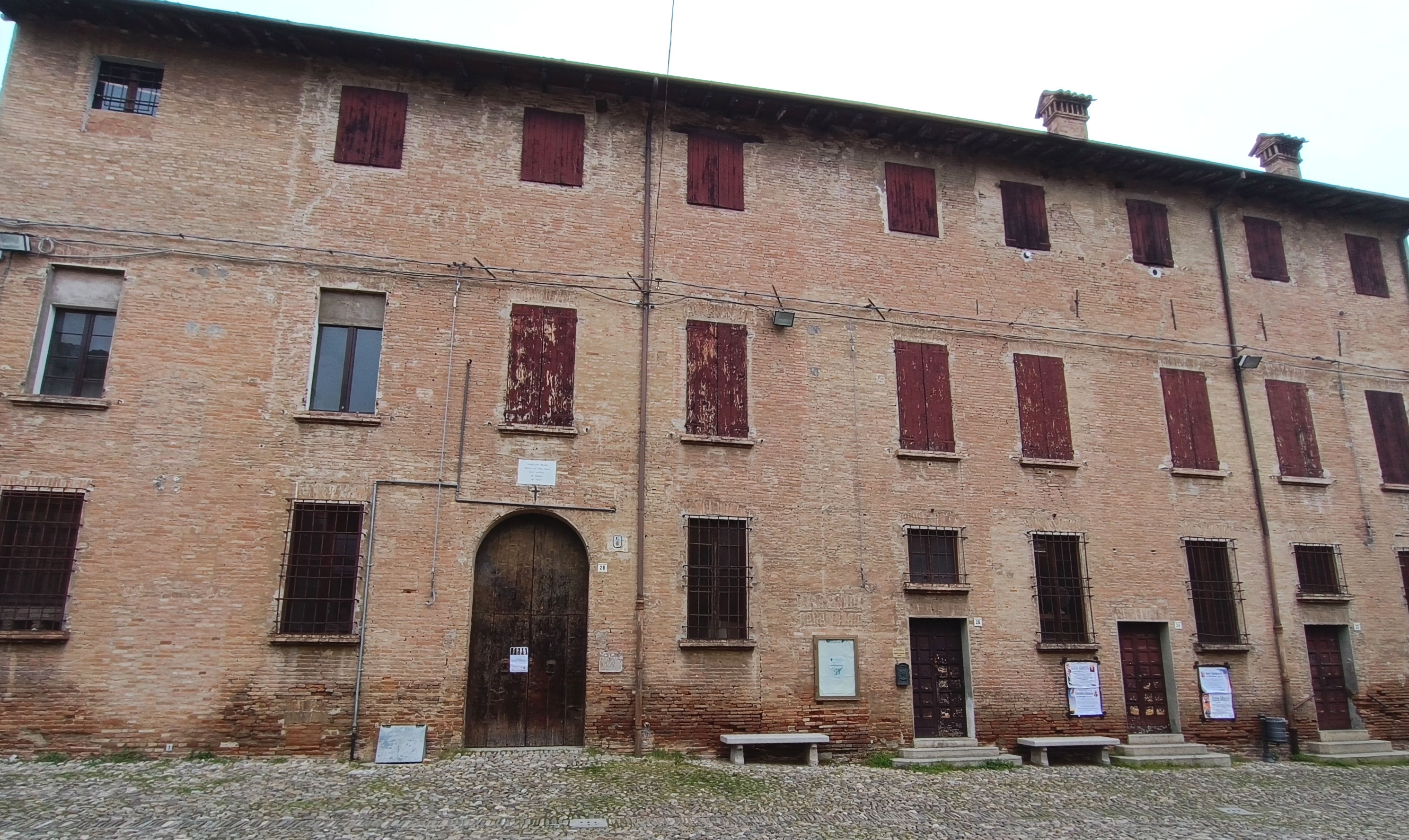
Castelvetro di Modena, Palazzo Rangoni.

- Castello e Borgo fortificato, di Castelvetro di Modena (MO).
- Palazzo Rangoni Machiavelli, Modena.
- Teatro Rangoni Machiavelli, Modena.
- Palazzo Rangoni, Ravarino (MO).
- Rocca Rangoni, Spilamberto (MO).
- Villa Rangoni, Spilamberto (MO).
- Castello Rangoni Castelnuovo di Piano, Castelnuovo Rangone (MO).
- Casino Rangoni con torre, Marzaglia (MO).
- Castello Rangoni, Marzaglia (MO).
- Villa Rangoni Machiavelli, Torre Maina Maranello (MO).
- Castello di Campiglio, Campiglio - Vignola (MO).